# فهرست شخصیت‌های جستجوی دلتورا
رمان در جستجوی دلتورا شخصیت‌های زیادی را در بر می‌گیرد که تعدادی از آن‌ها در فهرست شده‌اند.

## شخصیت‌های اصلی
- لیف

در ابتدای مجموعهٔ اول، لیف پسر آهنگری در شهر دل است که بیشتر وقتش را صرف دویدن در کوچه پس کوچه‌های شهر دل می‌کند و از دست نگهبانان خاکستری در می‌رود. در روز تولد شانزده سالگی اش، او شهر دل را برای جستجوی گوهرهای کمربند دلتورا ترک می‌کند تا وارث حقیقی آدین را پیدا کند و کمربند کامل شده را به کمر او ببندد. لیف در انتها ی مجموعهٔ اول نه تنها شجاع تر و قوی تر می‌شود بلکه دانایی و بردباریش نیز افزایش می‌یابد. او بسیار با جرئت و قابل اعتماد همسفرانش است. در طول سفرش برای پیدا کردن گوهرها چندین بار تصمیم گرفت تا جستجویش را نیمه کاره رها کند، اما فکر زجر کشیدن دوستان و هم وطنانش او را وادار به اتمام جستجو کرد و در نهایت مشخص شد که او وارث آدین بوده‌است. در مجموعهٔ دوم، در حالی که همسفران با بی‌اعتمادی‌ها دست و پنجه نرم می‌کنند، لیف و دوستانش برای نجات برده‌های دلتورایی از سرزمین سایه‌ها نقشه می‌کشند. در مجموعهٔ بعدی، لیف و همسفرانش باید اژدهایان را از خواب عمیق و جادوییشان بیدار کنند تا به لیف کمک کنند خواهرهای شرق، شمال، غرب و جنوب را پیدا و نابود کند. در کتاب هشتم گفته شده که موهای لیف تیره است؛ و در کتاب جزیره مردگان، او هجده سالش است. در طول مجموعهٔ دوم، احساس لیف و جاسمین به یکدیگر بیشتر مشخص می‌شود و لیف در آخر مجموعه دوم جاسمین را «عشق واقعی» می‌خواند. در جلد آخر، آن دو با یکدیگر و ازدواج می‌کنند و صاحب دختری به نام آنا و پسران دوقلویی به نام جارد و اندون می‌شوند.
- باردا

در ابتدای داستان، باردا خود را به صورت گدای نیمه دیوانه‌ای در شهر دل نشان می‌داد. او زمانی از نگهبانان قصر بوده که بیشتر مواقع نقش حفاظت از لیف را دارد. مادر او (مین) دایهٔ جارد و اندون بود که در زمان آمدن ارباب سایه‌ها به قصر از دنیا رفت و یکی از دلایلی که باردا به جستجوی گوهرهای کمربند رفت انتقام مرگ مادرش بود. او شمشیرزن ماهری است و اغلب اوقات خودش را به خاطر این که بین دو جوان عجول -لیف و جاسمین- گیر افتاده‌است مسخره می‌کند. در این سه مجموعه او توانایی اش را «قدرت» به نمایش گذاشت، هیچ وقت از جستجویشان ناامید نشد. او مرد خوش قلبی است و در پایان مجموعهٔ سوم، باردا خوشبختی را بعد از سال‌ها زجر کشیدن پیدا کرد، او و لیندال بروومی ازدواج کردند و نتیجهٔ این ازدواج شش بچهٔ قد و نیم قد بود.
- جاسمین

جاسمین یک دختر وحشی تقریباً هم سن لیف است. موهای بلند و مشکی اش، او را همچون جن کرده و چشمان سبزش همچون زمرد می‌درخشد. در مجموعهٔ اول، او اغلب تنها و بی صبر و حوصله اما با قلبی آکنده از مهربانی توصیف شده‌است. در ابتدای ماجرا، او دختری یتیم و وحشی است که به تنهایی در جنگل‌های سکوت همراه با همدم‌های کوچکش یعنی کری و فیلی زندگی می‌کرده‌است تا این که او لیف و باردا را می‌بیند. او زبان حیوانات و درختان را می‌فهمد. او در تمام عمرش روی پای خود ایستاده و بدون کمک کسی روزگار می‌گذرانده‌است. او بسیار واقع بین بوده و همیشه از باورهای خود دفاع می‌کرده و اگر به نظرش چیزی نادرست یا ناحق است، عقیده‌اش را بدون هیج خجالت و ترسی بیان می‌کند. طرفدار حق و عدالت است؛ تنها مشکلش این است که نمی‌تواند انسان‌هایی را که به راحتی از باورهایشان سر باز می‌زنند درک کند. تنهایی بزرگ شدن در جنگل به جاسمین آموخت تا به‌طور مستقل و بدون کمک کسی نیازهایش را برطرف کند. در مجموعهٔ اول او پدرش را که مدت‌ها پیش از دست داده و گم کرده بود، پیدا می‌کند (دووم یا همان جارد). وقتی جاسمین فقط هفت سال داشت، گروهی از نگهبانان خاکستری پدر و مادرش را دستگیر می‌کنند و به استادیوم سایه‌ها در سرزمین سایه‌ها می‌برند. مادرش آنا کشته می‌شود و پدرش دووم فرار می‌کند. در کتاب اول، وقتی جاسمین یاقوت زرد را در دست می‌گیرد (یاقوت زرد توانایی برقراری ارتباط با دنیای ارواح را دارد) آنا به دخترش می‌گوید که به لیف و باردا بپیوندد و هر کمکی که از دستش بر می‌آید برای نجات دلتورا انجام دهد. احساسات او نسبت به لیف در طول ماجراهایی که در پیش داشتند، برانگیخته می‌شود، با آن که به روی خودش نمی‌آورد. آن دو سر انجام در انتهای داستان با یکدیگر ازدواج می‌کنند. به دلیل این که او در جنگل بزرگ شده بود، چابک‌تر و زرنگ تر از بقیه است و می‌تواند تعادل خودش را روی بسیاری از محل‌های باریک حفظ کند؛ همان‌طور که در بازی‌های ریت میر در کتاب چهارم گفته می‌شود.

## شخصیت‌های عمده
- جارد (دووم)

جارد پدر جاسمین و تنها همدم شاه اندون بود. وقتی که مشاور عالی اندون-پرانداین-او را متهم به سوء قصد جان اندون کرد، او مجبور شد از قصر فرار کند. دوران جوانی اش را در دل آهنگری می‌کرد، قبل از این که هویت، مکان و شغلش را در اختیار اندون و همسرش شارن بگذارد و مجبور شود همراه با همسرش به جنگل‌های سکوت فرار کند. آنجا، آنا، همسر محبوبش به دست نگهبانان خاکستری کشته شد، خود نیز توسط آن‌ها دستگیر شد و این‌طور شد که جاسمین که کودکی بیش نبود، در جنگل به تنهایی بزرگ شد. جارد را به سرزمین سایه‌ها بردند. او اولین انسانی بود که توانست از استادیوم سایه‌ها فرار کند، اما در نبردش با ورال بر اثر آسیب شدیدی که سرش دید، خاطراتش را به کل از یاد برد. او اسم خود را دووم گذاشت، اسم مردی مهربان که در کوهستان وحشت او را نجات داد. او رئیس گروه مقاومت شد که با ارباب سایه‌ها می‌جنگیدند. او به لیف و دوستانش در جستجویشان کمک کرد و نقشهٔ بازگشت به دل را بعد از تکمیل کمربند کشید؛ و آن جا بود که به سرش ضربهٔ دیگری وارد شد که خاطراتش را به او بازگرداند. بعد از آن او در دل ماند یکی از پسرهای دوقلوی لیف و جاسمین هم به اسم او نامگذاری شد.
- اندون

اندون زندگی اش را به عنوان وارث حقیقی دلتورا و دوست نزدیک جارد شروع کرد. بیشتر عمرش صرف یادگیری قواعد و آداب شاهنشاهی شد. پدر او از تب وحشتناکی مرد، باعث شد که اندون شاه شود. روز بعد مشاور اعظم پدر و خودش پرانداین به او گفت که جارد قصد جان او را کرده و اندون هم کورکورانه او را باور کرد در هر حالی که جارد از قصر داشت فرار می‌کرد. هفت سال شاهنشاهی اش به خوبی و خوشی گذشت تا این که دایه بچگی اش مین، به او گفت که دشمن اینجاست و امشب قصد حمله دارد. اندون حرفش را باور نکرد اما ساعتی بعد او را مرده در اتاق کارش پیدا کرد. سپس به وسیله‌ای سرّی از جارد کمک خواست و راه مخفی قصر را به او نشان داد. او، همسرش و جارد به بالاترین طبقه برج قصر - جایی که کمربند نگهداری می‌شد - رفتند و کمربند را بدون گوهر و خالی یافتند. سپس پرانداین را پیدا کردند و چند مسئلهٔ مهم پاسخ داده شد. این که جارد قصد جان اندون را نداشته، و خودش پدر و مادر اندون را به وسیلهٔ سم کشته و از خادمان ارباب سایه هاست. مشاور اهریمنی سعی کرد آن‌ها را بکشد، اما شارن او را از برج به پایین پرت کرد. پرانداین مرد و اندون و شارن با جارد از قصر فرار کردند. جارد و همسرش آنا به جنگل‌های سکوت فرار کردند و اندون و شارن هویت شان را به هویت آن‌ها تغییر دادند. از آن پس اندون به عنوان آهنگر مخارجشان را درمی‌آورد. آن‌ها صاحب پسری به نام لیف شدند و وقتی لیف شانزده ساله شد، او بدون این که هویت اصلی اش را بگوید، پسرش را به دنبال هفت گوهر گمشده فرستاد و…
- شارن

شارن همسر تورایی شاه اندون و مادر لیف بود. او بافندهٔ بسیار ماهری بود و شنل جادویی برای لیف بافت که با تغییر رنگ‌های عجیبش، جان او و همسفرانش را چندین بار نجات داد. برخلاف زندگی شاهانه و بی زحمتی که داشت، زن بسیار شجاعی بود. نمونه‌هایی از شجاعت او را می‌توان به زمانی اشاره کرد که او پرانداین از برج قصر به پایین پرتاب کرد یا زمانی که فالو اُلی به شکل پرانداین از او در سیاه چال قصر بازخواست می‌کرد.

## هیولا‌ها
- ونبار

- کین

- وحشت

- گرانوس

- کاپریکون‌ها

- اژدهایان

## شرورها
- ارباب سایه‌ها

- آق‌بابا

- سربازان خاکستری

- اُل‌ها

- ورال

- تاگان جادوگر